# Bruno Bilotta
Bruno Bilotta (Regio de Calabria, 19 de diciembre de 1959) es un actor de cine y televisión italiano, reconocido por su destacada carrera en el cine de explotación y las películas de bajo presupuesto.

## Biografía
De origen calabrés, se graduó en el Instituto Fersen de Arte Dramático, luego perfeccionó sus estudios con Dominique De Fazio (miembro vitalicio del Actors Studio) y más tarde con Ivana Chubbuck.
Comenzó su carrera en el cine, participando, entre 1986 y 1997, en películas de éxito como Troppo forte y 7 chili in 7 giorni (con Carlo Verdone), Pacco, doppio pacco e contropaccotto de Nanni Loy y Fuochi d'artificio de Leonardo Pieraccioni (en la que interpreta a "Er Tigre").
En la misma época trabaja también para la televisión: para Nanni Loy actúa en Juego de sociedad y en A che punto è la notte (con Marcello Mastroianni), pero participó en muchas otras producciones nacionales como La piovra 5 - Il cuore del problema de Luigi Perelli, Ama il tuo nemico de Damiano Damiani y Professione fantasma, donde interpretó el papel de coprotagonista junto a Massimo Lopez.
Por último, no faltan colaboraciones con producciones internacionales como Moisés, con Ben Kingsley, y Doble equipo con Mickey Rourke y Jean-Claude Van Damme. En teatro, interpretó Porcile de Pier Paolo Pasolini en la Academia de las Artes de Berlín y Troilo y Crésida de William Shakespeare.
Entre 1997 y 2007, trabaja a menudo en películas del director Renzo Martinelli, como Porzûs, Vajont , Plaza de las Cinco Lunas, El mercader de piedras y Carnera. También colabora en otras muchas producciones importantes, tanto italianas, como Los jueces - Excelentes cadáveres de Ricky Tognazzi, como internacionales, como Titus con Anthony Hopkins.
En televisión participó en numerosas series de éxito como La squadra, Distretto di Polizia, Amanti e segreti, Roma, R.I.S. - Delitti imperfetti y Provaci ancora prof!. Para el teatro participó, entre otras, en 'Uomini stregati dalla luna de Pino Ammendola.
En 2010 participó en The Tourist, con Johnny Depp y Angelina Jolie, y en 2017 en American Assassin con Michael Keaton.

## Filmografía

### Cine
- Troppo forte, dirigida por Carlo Verdone (1986)
- 7 chili in 7 giorni, dirigida por Luca Verdone (1986)
- Demonios 2, dirigida por Lamberto Bava (1986)
- Black Cobra, dirigida por Stelvio Massi (1986)
- Urban Warriors, dirigida por Joseph Warren (Giuseppe Vari) (1987)
- The Black Cobra 4, dirigida por Bob Collins (1990)
- 18 anni tra una settimana, dirigida por Luigi Perelli (1991)
- Pacco, doppio pacco e contropaccotto, dirigida por Nanni Loy (1993)
- La colonia, dirigida por Tsui Hark (1997)
- Fuochi d'artificio, dirigida por Leonardo Pieraccioni (1997)
- Porzûs, dirigida por Renzo Martinelli (1997)
- I giudici - Excellent Cadavers, dirigida por Ricky Tognazzi (1999)
- Un uomo perbene, dirigida por Maurizio Zaccaro (1999)
- Vajont, dirigida por Renzo Martinelli (2001)
- I banchieri di Dio - Il caso Calvi, dirigida por Giuseppe Ferrara (2002)
- Titus, dirigida por Julie Taymor (2002)
- Piazza delle Cinque Lune, dirigida por Renzo Martinelli (2003)
- Devorador de pecados, dirigida por Brian Helgeland (2003)
- Concorso di colpa, dirigida por Claudio Fragasso (2005)
- Il mercante di pietre, dirigida por Renzo Martinelli (2005)
- Carnera - The Walking Mountain, dirigida por Renzo Martinelli (2008)
- Cacao, dirigida por Luca Rea (2010)
- The Tourist, dirigida por Florian Henckel von Donnersmarck (2010)
- Abbraccialo per me, dirigida por Vittorio Sindoni (2016)
- American Assassin, dirigida por Michael Cuesta (2017)
- The Poison Rose, dirigida por George Gallo, Francesco Cinquemani y Luca Giliberto (2019)
- The tracker, dirigida por Giorgio Serafini (2019)
- Medium, dirigida por Massimo Paolucci (2021)
- The Equalizer 3 (The Equalizer 3), dirigida por Antoine Fuqua (2023)
- Mafia Mamma, dirigida por Catherine Hardwicke (2023)
- Assassin Club, dirigida por Camille Delamarre (2023)
- Milarepa, regia di Louis Nero (2024)

### Televisión
- Quer pasticciaccio brutto de via Merulana, de Piero Schivazappa (1983)
- Professione vacanze (Episodio "A qualcuno piace il calcio"), de Vittorio De Sisti (1987)
- Fun jump, de Stefania Casini (1988)
- Gioco di società, de Nanni Loy (1989)
- Vincere per vincere, de Stefania Casini (1990)
- La piovra 5 - Il cuore del problema, de Luigi Perelli (1990)
- Cambiamento d'aria, de Gian Pietro Calasso (1991)
- L'avvoltoio sa attendere, de Gian Pietro Calasso (1991)
- Capitan Cosmo, de Carlo Carlei (1991)
- L'uomo dei guanti, de Cristiano Bortone (1992)
- Passioni, de Fabrizio Costa (1993)
- A che punto è la notte, de Nanni Loy (1993)
- Mosè, de Roger Young (1995)
- Addio e ritorno, de Rodolfo Roberti (1995)
- La signora della città, de Beppe Cino (1996)
- Occhio di falco, de Vittorio De Sisti (1996)
- Il quarto re, de Stefano Reali (1997)
- Professione fantasma, de Vittorio De Sisti (1998)
- Paradiso per tre, de Alessandro Capone (1998)
- Ama il tuo nemico, de Damiano Damiani (1999)
- L'avvocato Porta, de Franco Giraldi (1999)
- Una donna per amico, de Alberto Manni (2000)
- Incantesimo, de Alessandro Cane, Tomaso Sherman (2000)
- Tequila & Bonetti, de Maurizio Dell'Orso (2000)
- La squadra, de Gianni Leacche (2001)
- Casa famiglia, de Riccardo Donna (2002)
- Distretto di Polizia 4, de Monica Vullo – serie TV, episodio Legge criminale (2003)
- Attenti a quei tre, de Rossella Izzo (2004)
- Amanti e segreti, de Gianni Lepre (2004)
- La bambina dalle mani sporche, de Renzo Martinelli (2005)
- Distretto di Polizia, de Lucio Gaudino - serie TV, episodio 5x22 (2005)
- Una famiglia in giallo, de Alberto Simone (2005)
- Sospetti, de Luigi Perelli (2005)
- Carabinieri, de Raffaele Mertes (2005)
- Empire, de Kim Manners (2005)
- Butta la luna, de Vittorio Sindoni (2005)
- R.I.S. 2 - Delitti imperfetti, de Alexis Sweet - serie TV, episodio 2x15 (2006)
- Roma, de Alan Poul (2006)
- Provaci ancora prof!, de Rossella Izzo (2006)
- Il capitano de Vittorio Sindoni (2006)
- Carnera - Il campione più grande, de Renzo Martinelli (2008)
- La nuova squadra, de Cristiano Celeste, Isabella Leoni, Massimiliano Papi (2008)
- Il bene e il male, de Giorgio Serafini (2009)
- R.I.S. Roma - Delitti imperfetti, de Fabio Tagliavia - serie TV, episodio 1x11 (2010)
- Tutti per Bruno, de Stefano Vicario (2010)
- Don Matteo, regia di Elisabetta Marchetti (2010)
- Ho sposato uno sbirro de Giorgio Capitani (2010)
- Cugino & cugino, de Vittorio Sindoni (2011)
- Arne Dahl: Europa blues, de Niklas Ohlsson, Mattias Ohlsson (2011)
- Cesare Mori - Il prefetto di ferro, de Gianni Lepre (2012)
- Il restauratore, de Enrico Oldoini (2013)
- Super Italian Family, de Rosario Galli, Daniele Esposito (2016)
- Those About to Die de Roland Emmerich (2024)